# Zonesmelten

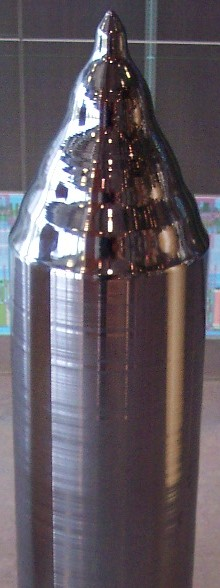
Deze staaf monokristallijn silicium is het resultaat van zonesmelten.

Zonesmelten is een techniek om grote en zuivere eenkristallen van halfgeleidermaterialen, zoals silicium en germanium, te maken.
Een cilindrische staaf van het te verwerken materiaal wordt langzaam door een inductiespoel gevoerd, waarbij het gedeelte binnen de spoel partieel opsmelt. Dit wordt in een inerte omgeving (argon bij lage druk) uitgevoerd. Ook kunnen in de gasfase doteringsstoffen aangebracht worden om het materiaaltype (n- of p-type) en de geleidbaarheid te bepalen. 
Aan de kant, waar de smelt de spoel verlaat, zal het materiaal volgens het al bestaande kristalrooster weer aangroeien. Hiervoor wordt aan het begin van de staaf vaak een entkristal aangebracht. Dit bepaalt de uiteindelijke kristaloriëntatie. 
Omdat de verontreinigingen de neiging hebben in het vloeibare gedeelte te blijven zal de concentratie van verontreinigingen naar achteren geduwd worden. Na een aantal herhalingen kan het verontreinigde gedeelte afgezaagd worden en blijft een zuiver kristal over. 
In tegenstelling tot het Czochralski-proces, waarbij vanuit een kwartsglazen smeltkroes een kristalstaaf gegroeid wordt, komt er weinig zuurstof in het materiaal (meestal beneden de detectielimiet). Dit levert zeer zuiver materiaal op. Het nadeel hiervan is wel dat eventuele (metaal)verontreinigingen die nog in het materiaal zitten niet aan zuurstof gebonden worden (gettering).
De staaf eenkristal wordt vervolgens in plakken (zogenaamde wafers) gezaagd, waarop vervolgens door middel van fotolithografie geïntegreerde schakelingen worden aangebracht.